# Lauzi al cabaret
Lauzi al cabaret è il primo album di Bruno Lauzi, pubblicato dalla CGD nel dicembre 1965.
Nella discografia ufficiale del cantautore risulta essere il primo album pur essendo stato stampato nel dicembre del 1965, mentre Ti ruberò, che porta sul vinile la data del precedente mese di ottobre, in realtà uscì, appunto, appena dopo Lauzi al cabaret, come risulta dal codice di catalogo. 
La copertina, che si apre ad album, reca al suo interno una presentazione firmata dallo scrittore Piero Chiara, amico di Lauzi. 
Il brano I'm Thirsty for Kisses è la cover di I'm Thirsty for Kisses, I'm Hungry For Love, lanciata nel 1929 da Colleen Moore nella colonna sonora del film Gambette indiavolate.
Garibaldi è invece la cover di Fever, brano portato al successo alcuni anni prima negli Stati Uniti da Peggy Lee. Il testo italiano, scritto da Lauzi, è una umoristica biografia dell'eroe del Risorgimento, con vari accenni alle sue imprese ed alle figure di Anita e Nino Bixio.

## Tracce
Brani composti da Bruno Lauzi, eccetto dove indicato
Lato A
1. Gli acrobati
2. La banda
3. Menica, menica
4. I'm Thirsty for Kisses (John Frederick Coots, Lou Davis)
5. When I Met Connie in the Cornfield (Robert Hargreaves, Harry Tilsey, Stanley J. Damerell)
6. I cargo

Lato B
1. Il poeta
2. Vecchio paese
3. La fretta
4. Il casermone
5. Garibaldi (Bruno Lauzi, Eddie Cooley, John Davenport)

## Musicisti
- Bruno Lauzi - voce, chitarra